# Системы закиси азота

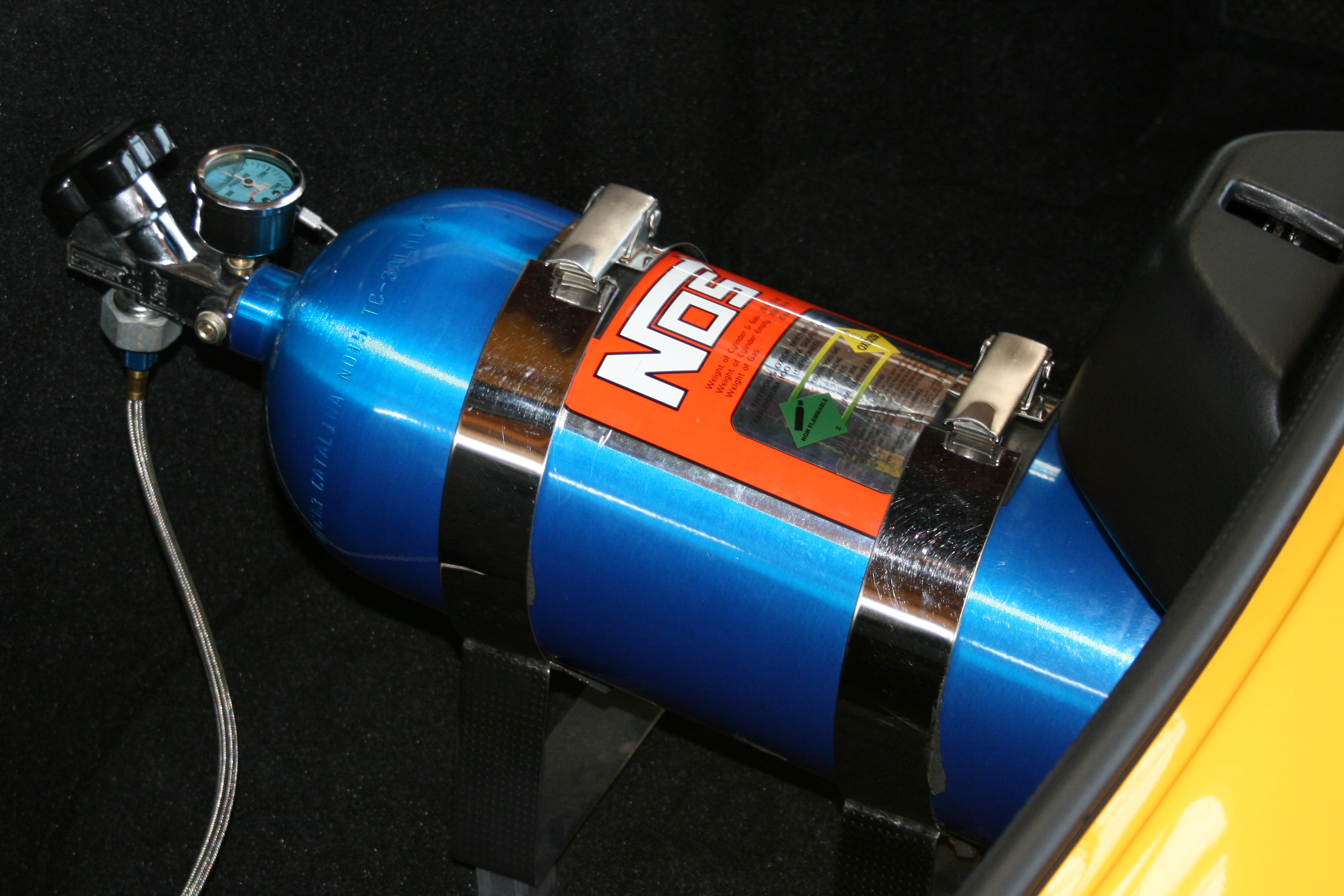

Система окиси азота (NOS — от англ. Nitrous Oxide System) — система, использующаяся для изменения технических характеристик двигателей внутреннего сгорания. Вещество, содержащее закись азота, и горючее впрыскиваются во впускной коллектор двигателя.

## Принцип работы
Двигатель функционирует, сжигая топливо, которое в момент вспышки в камере сгорания нагревает воздух, находящийся в цилиндре, который, расширяясь, создает избыточное давление, толкая поршни. Для увеличения мощности двигателя необходимо увеличить количество топлива. Для высвобождения большего количества энергии необходимо сжигать больше топлива. При этом любое топливо требует для горения кислород. Увеличение количества кислорода позволяет сжигать большее количество топлива, и, как следствие, высвобождать больше энергии.
Системы закиси азота являются одним из наиболее эффективных способов увеличить поток кислорода (когда закись азота подается в двигатель, теплота сгорания разрушает химическую связь N2O, снабжая двигатель большим количеством атомарного кислорода), а, соответственно, и топлива в двигатель. Подающаяся в состав смеси в виде сжиженного газа, закись азота приводит к её немедленному охлаждению, так как температура испаряющегося сжиженного газа всегда значительно ниже температуры окружающей среды. Атомы азота, выделяемые при распаде N2O, не дают смеси детонировать.

## Краткий обзор систем («сухая», «мокрая», прямая) впрыска закиси азота
Существуют три типа систем закиси азота: так называемые «сухая», «мокрая» и система прямого впрыска закиси азота.
- «Сухая» система закиси азота. Топливо, требуемое для получения дополнительной мощности с помощью закиси азота, подается через топливные инжекторы (топливо производит мощность, закись азота просто позволяет сжечь большее количество топлива), что позволяет впускному коллектору оставаться «сухим» от топлива. Достигается двумя способами:

Первый — увеличение давления на инжекторах путём приложения давления закиси азота от соленоида, когда активна система. Это служит причиной увеличения потока топлива.
Второй — увеличение времени работы топливного инжектора. Достигается путём изменения информации, которую получает компьютер, заставляя его подавать требуемое количество топлива.
Такая система самая дешёвая, большим минусом считается ее «неуправляемость», то есть либо включили и работает, либо выключили и не работает. В связи с этим рассчитать оптимальное соотношение топлива и закиси азота бывает очень сложно, что приводит к  детонации в двигателе, также прибавочная мощность в таком способе довольно ограничена.
- «Мокрая» система закиси азота. Эти системы, включая системы с карбюраторными пластинами, добавляют закись азота и топливо одновременно, в одном и том же месте (обычно на расстоянии 3-4" от дроссельной заслонки для двигателей с впрыском или прямо под карбюратором для систем с пластинами). Этот тип системы делает впускной коллектор «мокрым» от топлива. Этот тип систем лучше всего использовать с коллекторами, разработанными для мокрого потока, и на турбированных/наддувных двигателях.

Эта система считается надёжнее сухой, но главной проблемой является то, что в ближнем цилиндре от форсунки закиси азота, смесь обогащается, а в дальнем проблемном цилиндре, наоборот обедняется по топливу, что приводит к стрессу и капитальной поломке двигателя.
- Система прямого впрыска закиси азота Как следует из названия, система поставляет закись азота и топливо непосредственно в каждое впускное отверстие двигателя. Системы этого типа, как правило, добавляют закись азота и топливо вместе через форсунки. Форсунки смешивают и отмеряют закись азота и топливо, доставленные в каждый цилиндр. Это самый мощный и один из самых точных типов систем, что достигается как размещением форсунок в каждом впускном отверстии, так и возможностью использовать большие клапаны соленоидов. Системы прямого впрыска имеют распределительный блок и соленоиды, которые передают закись азота и топливо к форсункам. В связи с тем, что каждый цилиндр имеет собственные форсунки и жиклёры (как закиси азота, так и топлива), существует возможность контролировать соотношение закись азота/топливо для каждого цилиндра индивидуально. Системы прямого впрыска являются еще и самыми сложными в установке. В связи с этим, а также с их высокой мощностью, эти системы применяются в основном на гоночных автомобилях.